# Bobby Hatfield
Robert Lee Hatfield (10 de agosto de 1940 - 5 de noviembre de 2003), conocido por su apodo Bobby Hatfield, fue un cantante, músico y compositor estadounidense. Hatfield fue conocido principalmente por ser miembro del dúo The Righteous Brothers.

## Biografía

#### Infancia y juventud
Hatfield nació en Beaver Dam, Wisconsin y se trasladó con su familia a Anaheim, California cuando tenía cuatro años. Se graduó en 1958 en Anaheim High School, donde formó parte en el coro de la escuela cantando y jugó béisbol. Brevemente, considerado como un jugador profesional, pero su pasión por la música lo llevó a dedicarse al canto mientras que todavía asistía a la escuela secundaria. Finalmente encontraría a su compañero de canto Bill Medley mientras asistía a la Universidad Estatal de California, Long Beach. Hatfield es un alumno de la fraternidad Sigma Alpha Epsilon.
Hatfield tuvo un corto matrimonio con Joy Ciro, quien apareció como bailarina en el Programa de T.A.M.I. Show y Where the Action Is. Tuvieron dos hijos, Bobby Jr. y Kalin. En 1979, Hatfield se casó con su segunda esposa, Linda, y estuvieron felizmente casados durante 24 años hasta su fallecimiento. Tuvieron dos hijos juntos, Vallyn y Dustin.

## Carrera

### The Rigtheous Brothers

#### Etapa del éxito, disolución y resurgimiento
Hatfield y Medley empezaron a cantar en dúo en 1962 en el área de Los Ángeles después de ser parte de un grupo de cinco miembros llamado a las Paramours. A menudo se les dijo que sonaban como afroamericanos, cantantes de gospel  y nombradolos como el dúo  "The Righteous Brothers" después de que un fan comentó con respecto a su forma de cantar, "eso es de justos, hermanos".".
Su primera canción como The Righteous Brothers fue "Little Latin Lupe Lu" y su primer # 1 "You've Lost That Lovin' Feelin'" producido por Phil Spector en 1964. Siguieron éxitos como "(You're My) Soul and Inspiration" y "Unchained Melody", el último de los cuales fue realmente un tema de Hatfield en solitario que grabó nuevamente tras el éxito de la película Ghost, señalando a sus amigos que no había perdido ninguna de las notas altas en su tenor/falsete desde la grabación original, pero en realidad había obtenido una nota. El dúo se disolvió en 1968, pero regresó con otro éxito en 1974, el # 3 "rock and roll Heaven". El dúo fue incluido en el Salón de la fama del Rock and Roll en marzo de 2003 por Billy Joel.

## Muerte
Bobby Hatfield fue hallado muerto en su cama en un hotel de Kalamazoo (Michigan) poco antes de un concierto. Es un verdadero shock, dijo el mánager David Cohen en una entrevista telefónica. Medley, según comentó Cohen, estaba destrozado. En enero de 2004, un informe de Toxicología llegó a la conclusión de que una sobredosis de cocaína había precipitado un fatal ataque al corazón. The Sun informó la muerte de Hatfield con la portada titular «Has perdido ese sentimiento de estar vivo» (You've lost that livin' feeling).

## Sencillos

### Con The Righteous Brothers

#### 1963-1990
- 1963: "Little Latin Lupe Lu" - #49 US
- 1963: "My Babe" - #75 US (re-charted in 1965 at #101 US)
- 1964: "You've Lost That Lovin' Feelin'" - 1 US, #1 UK
- 1965: "Bring Your Love To Me" - # 83 US / "Fannie Mae" - #117 US
- 1965: "Just Once In My Life" - #9 US
- 1965: "You Can Have Her" - #67 US
- 1965: "Justine" - #85 US
- 1965: "Unchained Melody" - #4 US, #14 UK / "Hung On You" - #47 US
- 1965: "Ebb Tide" - #5 US, #48 UK
- 1966: "Georgia On My Mind" - #62 US
- 1966: "(You're My) Soul and Inspiration" - #1 US (Gold), #15 UK
- 1966: "He" - #18 US / "He Will Break Your Heart" [a.k.a. "He Don't Love You (Like I Love You)"] - #91 US
- 1966: "Go Ahead and Cry" - #30 US
- 1966: "On This Side of Goodbye" - #47 US
- 1966: "The White Cliffs of Dover" - #21 UK
- 1966: "Island in the Sun" - #24 UK
- 1967: "Melancholy Music Man" - #43 US
- 1967: "Stranded in the Middle of Noplace" - #72 US / "Been So Nice" - #128 US
- 1969: "You've Lost That Lovin' Feelin'" (re-issue) - #10 UK
- 1974: "Rock and Roll Heaven" - #3 US
- 1974: "Give It to the People" - #20 US
- 1974: "Dream On" - #32 US
- 1977: "You've Lost That Lovin' Feelin'" (re-issue) - #42 UK
- 1990: "Unchained Melody" (re-issue) - #13 (plus Adult Contemporary #1) US, #1 UK
- 1990: "Unchained Melody" (new 1990 recording for Curb Records) - #19 US (Platinum)
- 1990: "You've Lost That Lovin' Feelin'" / "Ebb Tide" (re-issue) - #3 UK

### Solista
- 1969: "Only You (And You Alone)" - #95 US

### Bibliográficas
1. 1 2  Mike Anton (12 de noviembre de 2003). «Remembering a Blue-Eyed Soul Brother». Los Angeles Times. Archivado desde el original el 5 de abril de 2011. Consultado el 19 de julio de 2011.
2. ↑  Cocaine caused death of Bobby Hatfield Associated Press. The Argus-Press - Jan 6, 2004
3. ↑  «OMM R.I.P. The Observer». guardian.co.uk. 14 de diciembre de 2003. Consultado el 28 de marzo de 2008.